# Amikuân
Amikuân (Amikwan, Amikoana), indijansko pleme nepoznatpog porijekla sa sjevera brazilske države Amapá. Jezik ovog plemena gotovo je izumro, govori ga još svega 5 osoba (2000), i još nije proučen i klasificiran.